# 阿部正固
阿部 正固（あべ まさかた）は、江戸時代中期の備後国福山藩の世嗣。官位は従五位下・備前守。

## 略歴
3代藩主・阿部正右の次男として誕生。
宝暦5年（1755年）、長兄・正表が17歳で夭逝したため、嫡子として育つ。宝暦7年（1757年）徳川家重に拝謁し叙任するが、家督相続前の明和4年（1767年）に早世した。
代わって弟・正倫が嫡子となった。